# Pentti Lund
Pour les articles homonymes, voir Lund.
Temple de la renommée finlandais : 1992
Pentti Alexander Lund (né le 6 décembre 1925 à Karijoki, en Finlande — mort le 16 avril 2013 à Thunder Bay, en Ontario au Canada) est un joueur professionnel de hockey sur glace finno-canadien qui évoluait en position de centre. Il est quelquefois considéré à tort comme le premier Finlandais à jouer en Ligue nationale de hockey (LNH),, le premier étant Albert Pudas en 1926.
Né en Finlande, Pentti Lund émigre au Canada avec sa famille lorsqu'il est enfant. Devenu joueur de hockey, il remporte plusieurs titres et distinctions avec les Olympics de Boston de l'Eastern Amateur Hockey League (EAHL) au cours des saisons 1945-1946 et 1946-1947 avant de faire ses débuts professionnels avec les Bruins de Boston de la LNH.
Échangé aux Rangers de New York, il dispute avec eux en 1948-1949 sa première saison complète en LNH à l'issue de laquelle il se voit décerner le trophée Calder de la meilleure recrue. L'année suivante, il termine meilleur pointeur au cours des séries éliminatoires. De retour avec les Bruins en 1951, il est victime en novembre d'une blessure grave qui lui fait perdre en quasi-totalité la vue de son œil droit. Après  temps de convalescence, il revient en compétition et dispute une saison supplémentaire en LNH avant de finir sa carrière en amateur.
Une fois retraité, il s'installe à Fort William en Ontario où il devient l'éditeur des sports du journal local et écrit pour plusieurs publications finlandaises. En 1992, il est intronisé au temple de la renommée du hockey finlandais.
Son frère cadet Viljo « Joe » Lund est également un ancien joueur professionnel de hockey sur glace,.

## Biographie

### Jeunesse et carrière junior
Pentti Lund est né le 6 décembre 1925 à Karijoki en Finlande. Dans les années qui suivent, ses parents émigrent tour à tour au Canada, son père en 1927 et sa mère trois ans plus tard. En 1932, Lund et son frère cadet Viljo les rejoignent, la famille s'installant à Port Arthur en Ontario.
Après avoir appris et pratiqué le hockey dans les catégories bantam et midget,, Lund commence sa carrière junior en 1942 et joue au sein de plusieurs équipes de Port Arthur et de la ville voisine de Fort William évoluant dans la Thunder Bay Junior Hockey League (TBHJL). Il finit meilleur pointeur de la ligue en 1944 et 1945 avec respectivement 46 et 35 points. Au cours de trois saisons en TBJHL, il inscrit un total de 96 points, dont 52 buts, en 28 parties jouées.

### Carrière amateur et débuts professionnels
En 1945, Lund rejoint les Olympics de Boston de l'Eastern Amateur Hockey League (EAHL). Pour sa première saison en sénior, il inscrit 33 points en 34 parties et aide son équipe à remporter un troisième titre consécutif de champions de l'EAHL, s'imposant en finale face aux Falcons de Philadelphie,. Par la suite, les Olympics disputent le United States Senior Amateur Hockey Championship mais s'inclinent face aux champions de la Pacific Coast Hockey League (PCHL), les Canucks de Vancouver.
La saison suivante, Lund termine meilleur pointeur de l'EAHL avec 92 points marqués, devançant son coéquipier Bob Schnurr d'une longueur, et remporte le trophée John Carlin. Il est également nommé dans la première équipe d'étoiles de la ligue. Les Olympics conservent leur titre, dominant en finale les Rovers de New York,. Durant les séries, Lund quitte son équipe le temps d'un soir pour disputer une partie avec le club-parent des Olympics, Les Bruins de Boston  de la Ligue nationale de hockey (LNH), ceux-ci étant minés par les blessures de plusieurs joueurs-clé. Le 3 avril, face aux Canadiens de Montréal en demi-finales des séries éliminatoires, Pentti Lund devient le second joueur né en Finlande à jouer en LNH après Albert Pudas, qui comme lui a grandi à Port Arthur après avoir émigré quand il était enfant. Montréal remporte la partie sur la marque de 4-3 après prolongations et remporte la série 4 victoires à 1. Lund retourne ensuite avec l'équipe de l'EAHL pour finir la saison. Après trois échecs en autant d'années, les Olympics remportent finalement le US Amateur Championship face aux Monarchs de Los Angeles, champions de la PCHL. Lund Inscrit le but victorieux qui permet à son équipe de remporter la série quatre victoires à deux.
Pentti Lund dispute la saison suivante avec un autre club-école des Bruins, les Bears de Hershey de la Ligue américaine de hockey (LAH). Il finit troisième meilleur marqueur de l'équipe avec 62 points, derrière Jack McGill et Frank Mario. Troisièmes de la division Est, les Bears sont éliminés en première ronde des séries par les Bisons de Buffalo deux victoires à rien. Comme l'année précédente, Lund est appelé pour renforcer les Bruins durant les séries et joue deux parties au cours de la demi-finale perdue face aux Maple Leafs de Toronto. Une fois la saison terminée, Lund est envoyé aux Rangers de New York, avec Ray Manson, pour compléter une transaction précédente entre les deux clubs dans laquelle Boston avait acquis Grant Warwick en échange de Billy Taylor, ce dernier ayant entre-temps été banni du hockey pour complicité dans des paris,.

### Les Rangers de New York
Avec sa nouvelle équipe, Pentti Lund dispute sa première saison complète en LNH, ne manquant qu'une des 60 parties. Il inscrit 14 buts et 16 aides pour un total de 30 points, le classant quatrième des Rangers, 5 points derrière Bud O'Connor, le meilleur marqueur du groupe. Derniers de la ligue, les new-yorkais manquent les séries. Lund se voit par la suite remettre le Trophée Calder de la meilleure recrue de la ligue, devançant au vote son coéquipier Allan Stanley.
La saison suivante, Lund inscrit 27 points, dont 18 buts. Quatrième de la ligue, les Rangers se qualifient pour les séries. Au cours de la demi-finale remportée face aux Canadiens, l'attaquant finlandais réalise un marquage efficace sur Maurice Richard, ce dernier ne marquant qu'un but. En finale, New York s'incline face aux Red Wings de Détroit en sept matchs. Avec onze points inscrits, Lund termine meilleur pointeur des séries.
L'édition 1950-1951 est plus difficile pour le finlandais qui ne marque que quatre buts pour un total de vingt points. Les Rangers terminent cinquième et manquent les séries.

### Blessure et fin de carrière
Précédent le début de la saison 1951-1952, la franchise new-yorkaise le renvoie, avec Gus Kyle, à Boston en retour de Paul Ronty. Au cours de la treizième rencontre de la saison, disputée face aux Black Hawks de Chicago le 13 novembre, alors que Clare Martin dégage le palet de sa zone défensive, Lund s'approche trop de la crosse du joueur adverse et reçoit la palette dans l'œil droit. La blessure est tellement grave qu'il perd la quasi-totalité de la vue de cet œil. Convalescent pendant trois mois, il fait son retour sur glace et termine la saison.
Il dispute l'année suivante au complet, inscrivant 17 points avec un seul œil. Échangé aux Cougars de Victoria de la Western Hockey League durant l'été 1953, il préfère reprendre un statut d'amateur et joue deux saisons avec les Greyhounds de Sault-Sainte-Marie de la Northern Ontario Hockey Association (NOHA) avant de se retirer. De retour à Fort William, il entraîne plusieurs équipes amateurs locales.

### Carrière de journaliste
En mai 1962, Pentti Lund se tourne vers le journalisme sportif, rapportant pour le Fort William Daily Times-Journal, dont il en devient l'éditeur des sports deux ans plus tard. Suivant l'amalgame de Fort William avec Port Arthur pour devenir Thunder Bay, les journaux des deux anciennes villes fusionnent en 1972 pour former deux publications quotidiennes. Lund continue son travail d'éditeur pour l'édition du soir, le Thunder Bay Times-News, une position qu'il conserve jusqu'à sa prise de retraite le 1er janvier 1990. Ayant conserver une bonne maîtrise du finnois, Lund écrit également pour le Helsingin Sanomat, un journal finlandais. Avec l'arrivée de joueurs finlandais dans les années 1970 en LNH et en Association mondiale de hockey, il devient un correspondant pour le magazine Uuteen Suomeen ja Kiekkolehteen.
En 1984, il est intronisé en tant qu'athlète dans le temple de la renommée des sports de sa région d'adoption, le Northwestern Ontario Sports Hall of Fame. Huit ans plus tard, le temple de la renommée du hockey finlandais l'honore à son tour, l'intronisant en tant que joueur avec le numéro 84,.
Il décède d'un accident vasculaire cérébral le 16 avril 2013 à Thunder bay.

## Statistiques
| Saison     | Équipe                           | Ligue          |     | Saison régulière | Saison régulière | Saison régulière | Saison régulière | Saison régulière |    | Séries éliminatoires | Séries éliminatoires | Séries éliminatoires | Séries éliminatoires | Séries éliminatoires |
| Saison     | Équipe                           | Ligue          | PJ  | B                | A                | Pts              | Pun              | PJ               | B  | A                    | Pts                  | Pun                  |                      |                      |
| 1942-1943  | Bruins de Port Arthur            | TBJHL          | 9   | 5                | 11               | 16               | 4                | 3                | 3  | 3                    | 6                    | 5                    |                      |                      |
| 1943       | Forts de Fort Williams           | Coupe Memorial |     |                  |                  |                  |                  | 1                | 0  | 0                    | 0                    | 0                    |                      |                      |
| 1943-1944  | Navy de Port Arthur              | TBJHL          | 10  | 21               | 24               | 45               | 10               | 2                | 3  | 2                    | 5                    | 0                    |                      |                      |
| 1944       | Navy de Port Arthur              | Coupe Memorial |     |                  |                  |                  |                  | 2                | 3  | 2                    | 5                    | 0                    |                      |                      |
| 1943-1944  | Flyers de Port Arthur            | Coupe Memorial |     |                  |                  |                  |                  | 7                | 1  | 3                    | 4                    | 0                    |                      |                      |
| 1944-1945  | Navy de Port Arthur              | TBJHL          | 9   | 26               | 9                | 35               | 9                |                  |    |                      |                      |                      |                      |                      |
| 1945       | Bruins de Port Arthur            | Coupe Memorial |     |                  |                  |                  |                  | 5                | 5  | 2                    | 7                    | 0                    |                      |                      |
| 1945-1946  | Olympics de Boston               | EAHL           | 34  | 14               | 19               | 33               | 10               | 12               | 13 | 6                    | 19                   | 7                    |                      |                      |
| 1946-1947  | Olympics de Boston               | EAHL           | 56  | 49               | 43               | 92               | 21               | 9                | 7  | 8                    | 15                   | 4                    |                      |                      |
| 1946-1947  | Bruins de Boston                 | LNH            |     |                  |                  |                  |                  | 1                | 0  | 0                    | 0                    | 0                    |                      |                      |
| 1947-1948  | Bears de Hershey                 | LAH            | 68  | 28               | 36               | 62               | 21               | 2                | 0  | 0                    | 0                    | 0                    |                      |                      |
| 1947-1948  | Bruins de Boston                 | LNH            |     |                  |                  |                  |                  | 2                | 0  | 0                    | 0                    | 0                    |                      |                      |
| 1948-1949  | Rangers de New York              | LNH            | 59  | 14               | 16               | 30               | 16               |                  |    |                      |                      |                      |                      |                      |
| 1949-1950  | Rangers de New York              | LNH            | 64  | 18               | 9                | 27               | 16               | 12               | 6  | 5                    | 11                   | 0                    |                      |                      |
| 1950-1951  | Rangers de New York              | LNH            | 59  | 4                | 16               | 20               | 6                |                  |    |                      |                      |                      |                      |                      |
| 1951-1952  | Bruins de Boston                 | LNH            | 23  | 0                | 5                | 5                | 0                | 2                | 1  | 0                    | 1                    | 0                    |                      |                      |
| 1951-1952  | Bears de Hershey                 | LAH            | 7   | 1                | 1                | 2                | 5                |                  |    |                      |                      |                      |                      |                      |
| 1952-1953  | Bruins de Boston                 | LNH            | 54  | 8                | 9                | 17               | 2                | 2                | 0  | 0                    | 0                    | 0                    |                      |                      |
| 1953-1954  | Greyhounds de Sault-Sainte-Marie | NOHA           | 6   | 1                | 2                | 3                | 0                | 9                | 1  | 1                    | 2                    | 0                    |                      |                      |
| 1954-1955  | Greyhounds de Sault-Sainte-Marie | NOHA           | 48  | 13               | 18               | 31               | 9                | 14               | 2  | 5                    | 7                    | 4                    |                      |                      |
| Totaux LNH | Totaux LNH                       | Totaux LNH     | 259 | 44               | 55               | 99               | 40               | 19               | 7  | 5                    | 12                   | 0                    |                      |                      |

## Trophées et honneurs personnels

### Listes des trophées
- Champion de l'Eastern Amateur Hockey League 1946 et 1947 avec les Olympics de Boston
- Récipiendaire du trophée John Carlin 1947
- Nommé dans la première équipe d'étoiles de l'EAHL 1947
- Champion du United States Senior Amateur Hockey Championship 1947 avec les Olympics de Boston
- Récipiendaire du trophée Calder 1949
- Intronisé en 1984 au Northwestern Ontario Sports Hall of Fame en tant que joueur
- Intronisé en 1992 au temple de la renommée du hockey finlandais en tant que joueur